# 奧卡里托潟湖
奧卡里托潟湖是新西蘭的潟湖，位於南島，由西岸大區負責管轄，面積12平方公里，是該國最大的原始濕地，該湖適合觀鳥、生態旅遊和划皮艇。

## 外部連結
- Okarito Lagoon （页面存档备份，存于） New Zealand Birds Limited
- Okarito Community Association （页面存档备份，存于）

43°12′S 170°13′E / 43.200°S 170.217°E